# 1982년 로스앤젤레스 영화 비평가 협회상
제8회 로스앤젤레스 영화 비평가 협회상은 1982년에 열린 시상식이다.

## 수상 및 후보

### 작품상
- 이티

### 감독상
- 이티 - 스티븐 스필버그 수상

### 남우주연상
- 간디 - 벤 킹슬리 수상

### 여우주연상
- 소피의 선택 - 메릴 스트립 수상

### 남우조연상
- 가프 - 존 리스고 수상

### 여우조연상
- 가프 - 글렌 클로즈 수상

### 각본상
- 투씨 - Larry Gelbart 수상
- 투씨 - 머레이 슈이스걸 수상

### 촬영상
- 블레이드 러너 - 조던 그로넨웨스 수상

### 음악상
- 48시간 - 제임스 호너 수상
- 48시간 - The Busboys 수상

### 외국어영화상
- 매드 맥스 2 - 조지 밀러 수상

### 독립영화상
- 챈의 실종 - 웨인 왕 수상

### 신인상
- 이티 - 멜리사 머디슨 수상

### 공로상
- 로버트 프레스턴 수상

### 특별공헌상
- Carlo Rimbaldi 수상